# Kevo
Ej att förväxla med byn Standsholm i Gustavs kommun i Egentliga Finland, på finska Kevo.

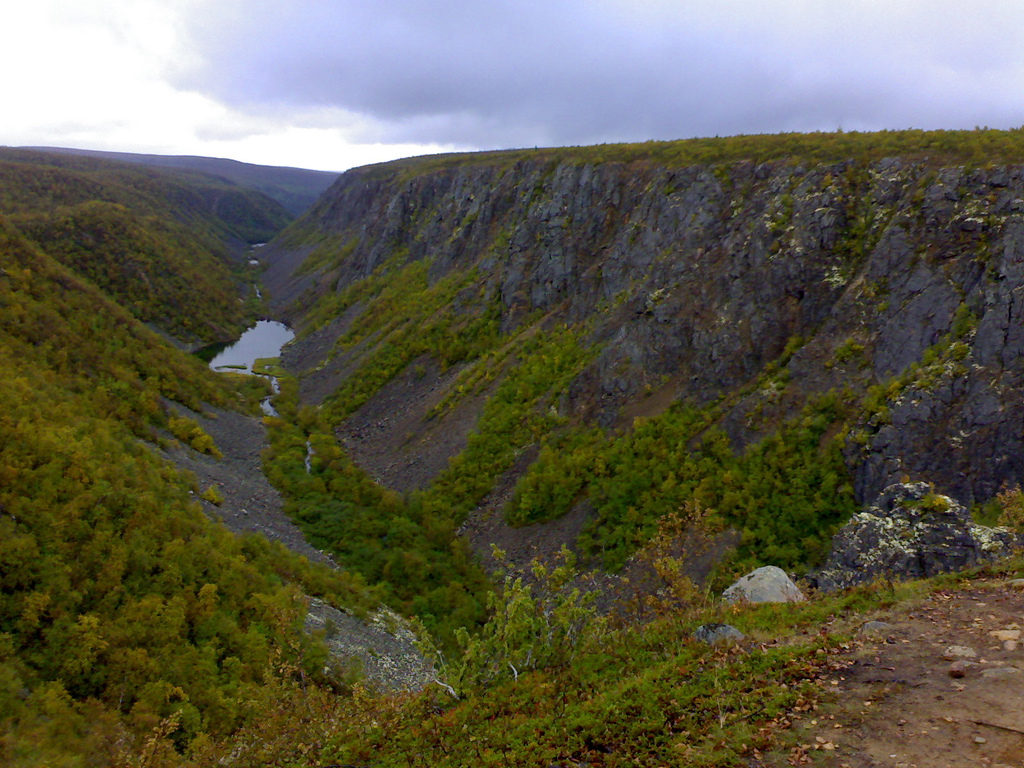
Kevo kanjon

Kevo är en by i Utsjoki kommun i Lappland i Finland, där Kevojoki förenar sig med Utsjoki älv. Kevojoki bildar en 40 kilometer lång och på vissa ställen nästan 80 meter djup kanjon, som med sina omgivningar hör till det 712 km² stora Kevo naturreservat, omgivet av Paistunturi ödemarksområde. Här finns också Lapplands forskningsstation under Åbo universitet (Lapin tutkimuslaitos Kevo) och Meteorologiska institutets väderstation (Utsjoki-Kevo).